# Hungría Septentrional
Hungría Septentrional (en húngaro: «Észak-Magyarország») es una región estadística (NUTS 2) de Hungría. Forma parte de la región mayor de Alföld és Észak (NUTS 1). Észak-Magyarország agrupa tres condados húngaros: Borsod-Abaúj-Zemplén, Heves y Nógrád. Su capital es Miskolc. 

## Ciudades más pobladas
| Ciudad        | Población (2010) |
| ------------- | ---------------- |
| Miskolc       | 169.226          |
| Eger          | 56.593           |
| Salgótarján   | 37.632           |
| Ózd           | 34.930           |
| Gyöngyös      | 32.607           |
| Kazincbarcika | 29.256           |
| Hatvan        | 20.718           |